# Peter Anderson
Peter Thomas Anderson (Hendon, 31 maggio 1949) è un allenatore di calcio ed ex calciatore inglese, di ruolo centrocampista.

## Carriera
Tra il 1968 ed il 1971 gioca in Isthmian League (all'epoca una delle principali leghe calcistiche inglesi al di fuori della Football League) con i semiprofessionisti dell'Hendon, club della sua città natale, con cui realizza 35 reti in 83 partite. Nel 1971 viene ceduto al Luton Town, club di seconda divisione, con cui all'età di 22 anni esordisce tra i professionisti. Tra il 1971 ed il 1976 gioca complessivamente una stagione in prima divisione (la 1974-1975, in cui gioca 39 partite e segna 6 reti) e quattro stagioni in seconda divisione, nelle quali totalizza complessivamente 144 presenze e 28 reti, per complessive 181 presenze e 34 reti in partite di campionato con gli Hatters.
Si trasferisce in seguito all'Anversa, nella prima divisione belga; gioca poi per alcuni anni nella NASL, con San Diego Sockers e T.B. Rowdies, per complessive 51 presenze e 14 reti in questo campionato, intervallate anche da una stagione in prestito allo Sheffield Utd, con la cui maglia mette a segno 12 reti in 30 presenze nella seconda divisione inglese. Dal 1980 al 1982 è poi contemporaneamente giocatore ed allenatore del Millwall, club di terza divisione, per poi chiudere definitivamente la carriera nel 1984 all'età di 35 anni dopo un'ultima stagione a livello semiprofessionistico nuovamente all'Hendon.

## Palmarès

### Giocatore

#### Competizioni regionali
- London Senior Cup: 1

Hendon: 1968-1969